# Virgen de las arpías
La Virgen de las arpías es un retablo pintado por el artista italiano renacentista Andrea del Sarto (1486 - 1531), que se considera su obra maestra. Pintado para las monjas clarisas de San Francesco de Macci, esta pintura se encuentra en la Galería Uffizi, Florencia.
Según el contrato firmado el 14 de mayo de 1515, la imagen debía mostrar a la Virgen con el Niño coronados por dos ángeles y flanqueados por San Juan Evangelista y San Buenaventura, y que se entregaría en un año. Pero, de hecho, el trabajo tiene fecha de 1517, y muestra a San Juan Evangelista y San Francisco a ambos lados de la Virgen y el Niño de pie sobre un pedestal poligonal de mármol. Este último está decorado en las esquinas con figuras de monstruos tradicionalmente identificados con arpías, de ahí el nombre popular de la obra, mientras que en el centro, bajo la firma del artista, se muestran talladas las palabras de inicio de un himno a Nuestra Señora de la Asunción. Por lo tanto, no muestra la Coronación de la Virgen, sino la Virgen de la Asunción.
Estas variaciones sobre el encargo original, así como en el tema en sí, que no es la tradicional Virgen con el Niño entronizados entre dos santos y mártires, sino de una representación muy inusual de la Virgen, con la figura de pie sobre el enigmático pedestal con las imágenes de las "arpías", han dado lugar a una gran cantidad de ideas y de intentos de explicaciones por parte de los críticos. La interpretación más reciente es que se trata de una descripción, basada en el capítulo IX del Apocalipsis, de la Virgen triunfante sobre el Mal, al que aludiría el libro que sostiene abierto San Juan, tenido tradicionalmente como su autor, mientras las figuras monstruosas, las "arpías", son, en realidad, las "langostas" mencionadas en el texto, portadoras de destrucción y calamidad. Lo confirma también el humo que sube del pedestal ya comentado por Vasari y que se volvió a apreciar tras la limpieza y restauración de 1984, que sería el del "pozo del Abismo", oscureciendo el sol y la atmósfera. María estaría pues representada en el momento en que somete a Satanás, cerrando simbólicamente su abismo. Además, la obra actuaría como testigo de la veneración a la Virgen de las clientas, las franciscanas conventuales.
Después de haber eliminado las capas de suciedad y restos de pinturas, durante la restauración de 1984 se volvió a restablecer el excepcionalmente rico colorido de la obra, elogiada por Vasari (1511 - 1574) como "de singular y verdaderamente rara belleza". La obra tiene un esquema piramidal con el vértice en la cabeza de la Virgen, siguiendo el ejemplo de Leonardo y Rafael. María está de pie, sosteniendo al Niño con la diestra y con la izquierda un libro que apoya en el muslo. La Virgen y el Niño miran hacia abajo, y los santos hacia el espectador; el patrón simétrico, que gira en torno al eje de la Virgen debido al contraste entre las poses de los santos y los pequeños querubines que sujetan las piernas de María, uno de perfil y otro de frente, es sumamente armonioso. La figura de la Virgen, forjada en un compuesto quiasmo con el fin de equilibrar el peso del Niño (que por otra parte, está alegre, sonriente, y como los ambiguos putti de Rosso Fiorentino (1494 - 1540), ilumina el centro de la imagen con el intenso color rosa de su túnica, moderado por la armonía con el color azul claro de su manto, y con el amarillo brillante de la luminosa tela sobre los hombros bajo el velo blanco que cubre su cabeza. A su izquierda se encuentra la escultural figura de San Juan (figura basada en una terracota de Jacopo d'Antonio Sansovino (1486-1570) envuelto en un manto de color rojo cinabrio atado sobre la túnica lila que es una túnica muy refinada, mientras que en el otro lado la figura de San Francisco destaca una nota que se desprende de las variedades del tono sutil de los motivos arquitectónicos del fondo, mientras que en el fondo se puede ver una vez más "el humo de transparentes nubes velando la arquitectura y las figuras, que aparecen para desplazarse" (Vasari): un cálido y misterioso halo, hecho de colores y de sombras, que detrás y alrededor de las figuras en torno genera una atmósfera que implica el rico mensaje espiritual que nos ha traído esta pintura.
La Virgen de las arpías es un hito en la carrera de Andrea del Sarto, y da testimonio del nivel de madurez de las más importantes experiencias artísticas de principios de siglo XVI: la "atmósfera" de la pintura de Leonardo, la meditación infundida recientemente con una nueva frescura en la manera "grandiosa" de Miguel Ángel (1475 - 1564), el elegante y solemne clasicismo de Fra Bartolomeo (1472 - 1517) dotado de una nueva intensidad de color posterior a su estancia en Venecia, la experiencia de trabajo de Rafael en Roma (y en este caso, la Madonna Sixtina es usualmente mencionada), son todos los motivos que confluyen en una única solución estilística, a medio camino entre el equilibrio renacentista y la tensión manierista, otorgándole la grandeza de la que fue reconocido inmediatamente en Florencia y en otros lugares. Este admiración general fue compartida casi dos siglos más tarde por el príncipe Fernando de Médici (1663 - 1713), que adquirió la imagen de su colección en el Palacio Pitti, ofreciendo a las monjas, a cambio de la no única copia de una imagen realizada por Francesco Petrucci, además del embellecimiento, y prácticamente la remodelación y restauración de toda la decoración de su iglesia por Giovanni Battista Foggini (1652 - 1725).